# Giudici di Gallura
Non è nota l'onomastica dei primi giudici di Gallura, il cui regno sorse intorno alla metà del IX secolo, ma si presume che, come negli altri giudicati, appartenessero alla famiglia dei Lacon-Gunale. Nel 1016, su sollecitazione del papa Benedetto VIII, Pisa e Genova liberarono la Sardegna dalla minaccia musulmana, ma le due repubbliche marinare iniziarono a interessarsi all'isola e ad interferire nei suoi affari economico-politici. I giudici (o re) che governarono sulla Gallura sono stati sedici: scelsero Civita e il suo palazzo giudicale come sede di residenza privilegiata, dato che la corte era itinerante, ma dimorarono anche nei castelli di Baldu e Balaiana (presso Luogosanto) e nel castello della Fava (Posada).

## Giudici di Gallura (1020 circa-1296)[2]
| N° | Titolo     | Nome                           | Dal        | Al         | Consorte e Note |
| 1  | Giudice    | Manfredi di Gallura            | 1020       | 1040 circa | forse pisano, è il primo giudice di cui sia noto il nome                                                                                             |
| 2  | Giudice    | Ubaldo I                       | 1040 circa | 1065       | |
| 3  | Giudice    | Costantino I                   | 1065       | 1080       | |
| 4  | Giudice    | Torchitorio                    | 1080       | 1100       | Padulesa de Serra; è il primo giudice di cui si sanno notizie certe                                                                                  |
| 5  | Giudice    | Saltaro de Zori-Gunale         | 1080       |            | nel 1113 viene citata per la prima volta Civita, la residenza giudicale                                                                              |
| 6  | Giudice    | Ittocorre de Gunale            | 1100       | 1116 circa | |
| 7  | Giudice    | Costantino II Spanu            | 1116       | 1133       | |
| 8  | Giudice    | Comita Spanu                   | 1133       | 1146       | |
| 9  | Giudice    | Costantino III de Lacon-Gunale | 1146       | 1170       | Anastasia d'Arborea; sotto il suo regno venne eretta la basilica di San Simplicio                                                                    |
| 10 | Giudice    | Barisone I de Lacon-Gunale     | 1170       | 1203       | Odolina de Lacon; ultimo dei Lacon-Gunale |
| 11 | Giudicessa | Elena                          | 1203       | 1218       | Lamberto Visconti |
| 12 | Giudice    | Lamberto Visconti              | 1218       | 1225       | vedovo di Elena di Gallura; Benedetta di Cagliari |
| 13 | Giudice    | Ubaldo Visconti                | 1225       | 1238       | Adelasia di Torres; ultimo dei Lacon-Visconti |
| 14 | Giudicessa | Adelasia di Torres             | 1238       | 1238       | con il secondo marito Enzo di Svevia; tentò di succedere in Gallura, ma Ubaldo aveva nominato nel suo testamento il cugino Giovanni che gli subentrò |
| 15 | Giudice    | Giovanni Visconti              | 1238       | 1275       | Giovanna della Gherardesca |
| 16 | Giudice    | Nino Visconti                  | 1275       | 1296       | Beatrice d'Este; ultimo giudice di Gallura |

Dopo numerosi contrasti con il comune pisano, con la morte di Nino il giudicato venne occupato e amministrato direttamente dalla repubblica. La figlia minorenne, Giovanna (1291-1339), dopo le seconde nozze della madre con Galeazzo I Visconti, crescerà a Milano e, vedova di Rizzardo II da Camino, trasmetterà il titolo al fratellastro Azzone Visconti, signore di Milano, pur avendo ereditato il patrimonio immobiliare dei Visconti di Gallura.
Il possesso dell'ex giudicato da parte di Pisa divenne definitivo nel 1308. A partire dal 1323 la Sardegna fu progressivamente conquistata dagli aragonesi. Nel 1435 Filippo Maria Visconti, duca di Milano, cedette formalmente e definitivamente i suoi diritti sulla Gallura al re Alfonso V di Aragona, il quale ne determinò l'estinzione e l'integrazione nel regno di Sardegna.